# 上咽頭擦過療法
上咽頭擦過療法（じょういんとうさっかりょうほう、英: Epipharyngeal Abrasive Therapy、略称:EAT）は、上咽頭（鼻咽腔）の炎症部に塩化亜鉛を直接塗布する治療法。通称はBスポット療法（ビースポットりょうほう）。「B」とは「鼻咽腔（びいんくう）」の略。

## 概要
鼻と喉の境である上咽頭が炎症を起こしてうっ血状態となると、後鼻漏など様々な症状を起こす。これに対する治療として、殺菌作用のある塩化亜鉛を患部に直接こすりつけることで炎症を消炎させる。
堀口申作（東京医科歯科大学耳鼻科教授）が1960年代初めに考案した。風邪や鼻咽腔炎（現代で言う慢性上咽頭炎）を初め、上咽頭に起因する様々な疾患を改善することが期待できる。
堀口は自身の治療法を1984年に『Bスポットの発見』（カッパブックス）として出版したことにより、一般にも広まった。1980年代当時、慢性上咽頭炎は肉眼で観察することが難しく（現在は内視鏡で診断が可能）、自覚症状がないことも多いが、塩化亜鉛の1.0%溶液を上咽頭に塗布すると、炎症の度合いによって出血し、患者は苦しむ。これが治療にもなるし、また診断にもなるという。
保険は適用されるが、標準的な治療ではなく、医学界において現在のところ、効果が完全に認められているわけではないことに留意が必要である。塩化亜鉛の安全性は高いと考えられているが、炎症の度合いによっては非常な痛みと出血を伴い、「二度と来るか」と患者が怒ってしまうこともある。また1980年代当時の「Bスポット治療は万病に効くという論調が結果的に医師の懐疑心を招いた」こともあって、Bスポット治療を行ってくれる医療機関は少ない。

## 治療法
杉田麟也医師（順天堂大学耳鼻咽喉科医局長）の治療法では、まず塩化亜鉛をしみこませた綿棒を鼻から入れて診断し、咽頭捲綿子を用いて口から上咽頭に塗布する。初期だけ少量のステロイド剤を併用する。
堀田修医師の場合は、患者が痛がったり出血したりすることには抵抗感があるので、塩化亜鉛の0.5%溶液を使っている。それでも患者の炎症が強い場合はかなりの痛みと出血を伴うという。

## COVID-19
新型コロナウイルス感染症の後遺症として慢性上咽頭炎の発症が多数報告されており、これに対する有効な治療法とする一部報道がなされた。